# Gilberto Visintin
Gilberto Visintin (Venezia, 11 Febbraio 1947 - Roma, ...) è stato un regista, scrittore, pittore e sceneggiatore italiano.
1. ↑   Gilberto Visintin | Visintin Art Gallery, su visintinartgallery.com. URL consultato il 19 agosto 2025.